# Dicaelotus parvulus
Dicaelotus parvulus är en stekelart som först beskrevs av Johann Ludwig Christian Gravenhorst 1829.
Dicaelotus parvulus ingår i släktet Dicaelotus och familjen brokparasitsteklar. Arten är reproducerande i Sverige. Inga underarter finns listade i Catalogue of Life.